# Motike (Drvar, BiH)
Motike su naseljeno mjesto u općini Drvar, Federacija Bosne i Hercegovine, BiH.

## Stanovništvo

### 1991.
Nacionalni sastav stanovništva 1991. godine, bio je sljedeći:
ukupno: 64
- Srbi - 64 (100%)

### 2013.
Nacionalni sastav stanovništva 2013. godine, bio je sljedeći:
ukupno: 28
- Srbi - 27 (96,43%)
- ostali, neopredijeljeni i nepoznato - 1 (3,57%)

## Vanjske poveznice
- Satelitska snimka[neaktivna poveznica]